# Fellital

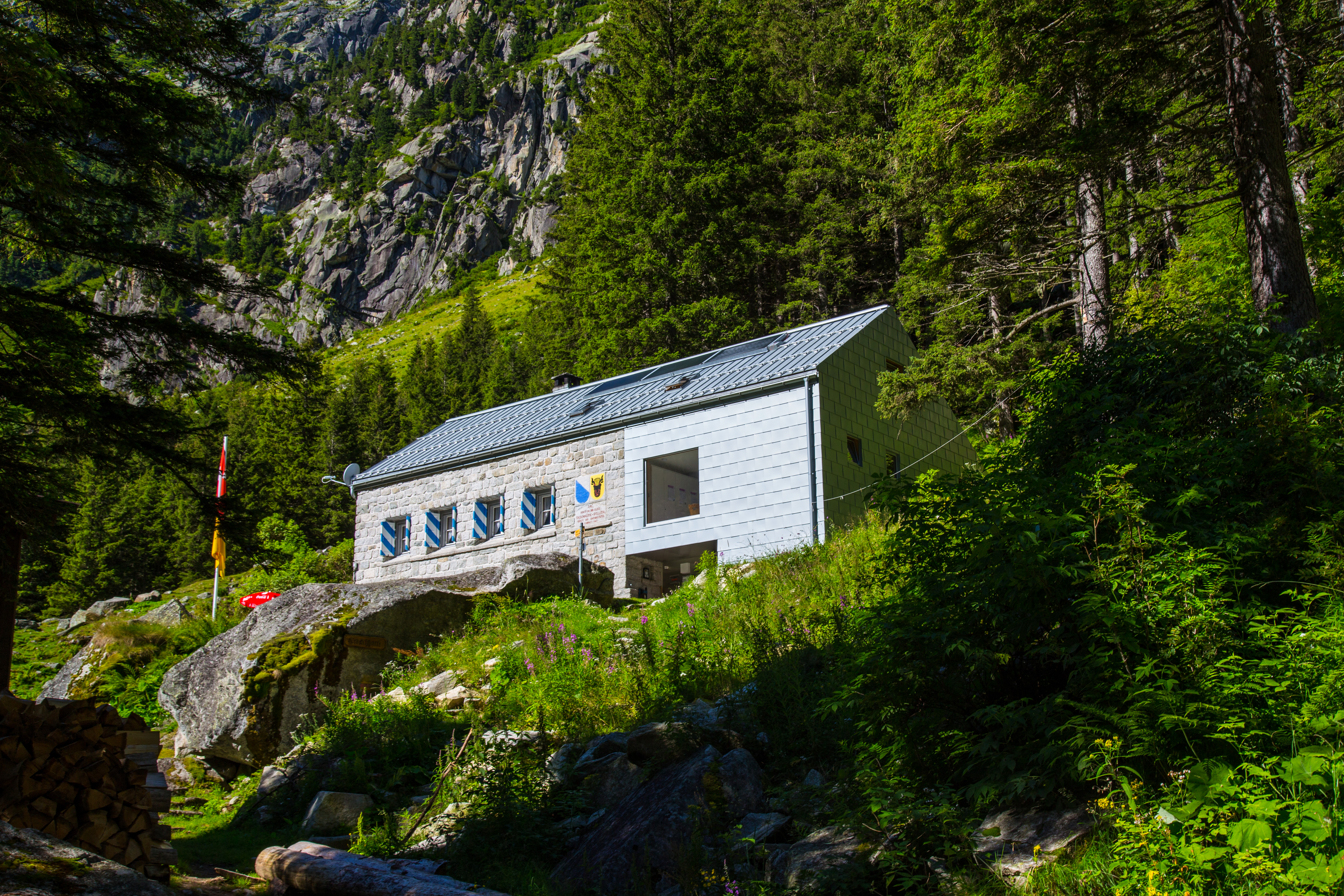
Treschhütte im Fellital

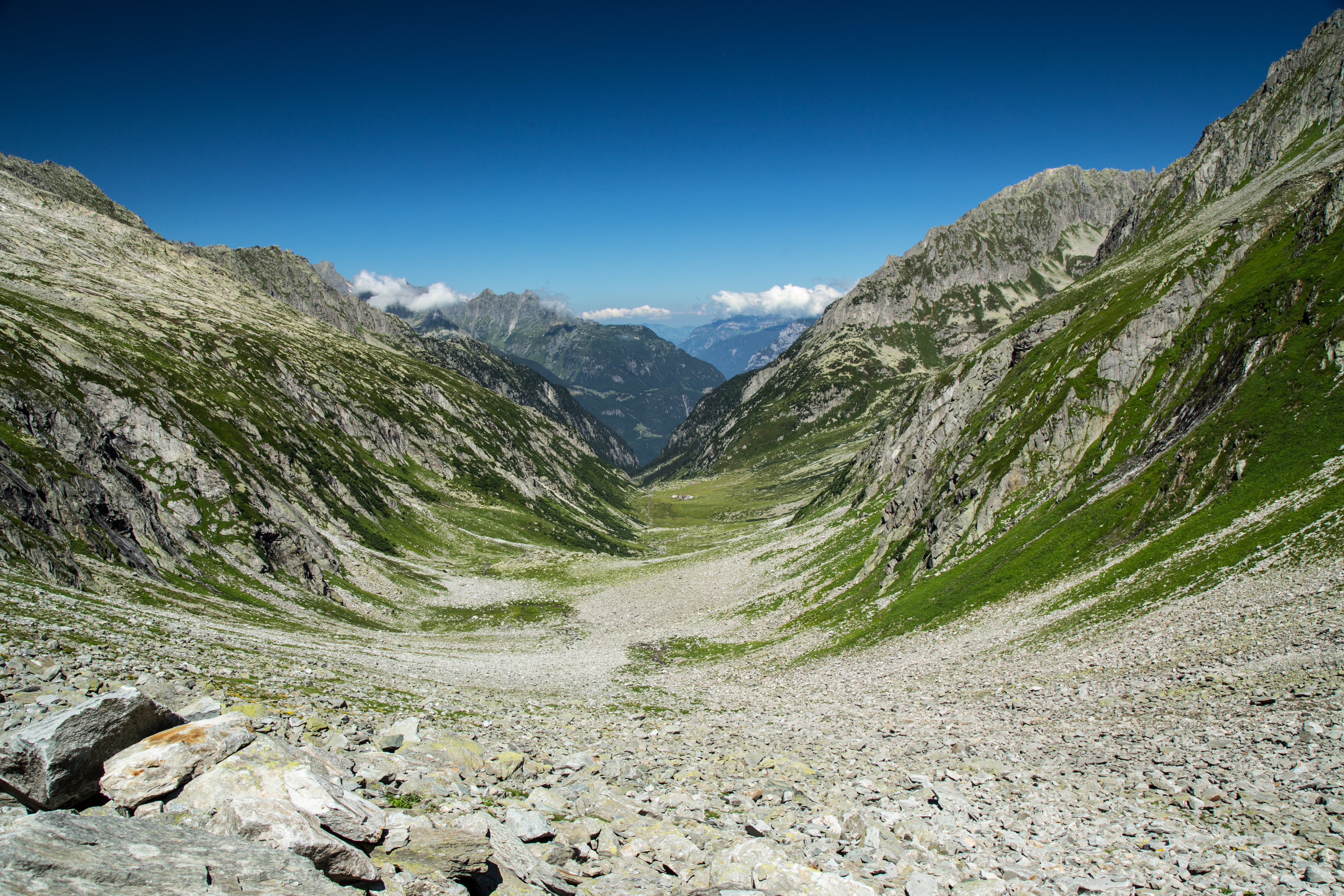
Blick von der Fellilücke ins Fellital

Das Fellital ist ein rechtes Seitental der Reuss bei Gurtnellen im Kanton Uri.
Das in Süd-Nord-Richtung verlaufende Tal ist rund 8 km lang und weist einen Höhenunterschied von 1800 m auf. Am oberen Talende führt die Fellilücke zum Oberalppass, in der unteren Talhälfte die Pörtlilücke nach Osten ins Etzlital.
Das Fellital ist eidgenössisches Jagdbanngebiet. Seit 1977 ist die Region Maderanertal-Fellital im Bundesinventar der Landschaften und Naturdenkmäler von nationaler Bedeutung verzeichnet. Seit 1992 ist das Fellital zudem kantonales Naturschutzgebiet.
Die Treschhütte des Schweizer Alpen-Clubs liegt im Fellital.
Im Rahmen des Zweiten Koalitionskrieges zogen im August 1799 französische Truppen (2 Bataillone und 8 Grenadierkompanien) von Claude-Jacques Lecourbe bei einem Umgehungsmanöver von Gurtnellen durch das Fellital und über die Fellilücke in Richtung Andermatt, wo es bei der Schöllenen am 25. September 1799 zu Kampfhandlungen mit russischen Truppen unter General Alexander Wassiljewitsch Suworow kam.